# TSPAN13
TSPAN13‏ (Tetraspanin 13) هوَ بروتين يُشَفر بواسطة جين TSPAN13 في الإنسان.